# Chester Thompson
Chester Cortez Thompson (Baltimore (Maryland), 11 december 1948) is een Amerikaans drummer en sessiemuzikant.
Thompson was onderdeel van Frank Zappa's begeleidingsband in 1973/1974, en speelde daarin samen met onder anderen Ruth Underwood en George Duke. Daarnaast was hij betrokken bij Weather Report.
Thompson is waarschijnlijk beter bekend als drummer van het tourgezelschap van de Britse progressieve rockband Genesis, waar hij van 1977 tot (voorlopig) de reünietour van 2007 deel uitmaakte. Ook toerde hij in het gezelschap van Phil Collins, tijdens de Hello, I Must Be Going-tour van 1982 tot 1983, de No Jacket Required-tour van 1985, de But Seriously-tour van 1990, de Tarzan Premiere-tour van 1999 en The Final Farewell-tour van 2004 tot 2005.
Ook met andere ex-Genesis muzikanten werkte Thompson als sessiedrummer: Voor Steve Hackett was Thompson als sessiemuzikant betrokken bij de albums Please Don't Touch en Genesis Revisited. Met Tony Banks maakte hij A Curious Feeling.
- Bibsys: 3058371
- Bibliothèque nationale de France: cb13989751s (data)
- CiNii: DA16524838
- Gemeinsame Normdatei: 134636376
- International Standard Name Identifier: 0000 0000 5519 1204
- Library of Congress Control Number: no99084528
- MusicBrainz: e732fdb9-c480-45f9-8c1f-421f565b5dcd
- Nationale Bibliotheek van Tsjechië: xx0109367
- Nationale en Universitaire bibliotheek Zagreb: 000067349
- Nederlandse Thesaurus van Auteursnamen: 073108146
- Réseau des bibliothèques de Suisse occidentale: 02-A023066567
- Virtual International Authority File: 66660437
- WorldCat: E39PBJjMDy6Bv3bWr8Mbv6kqwC